# Przekładnia hydrokinetyczna

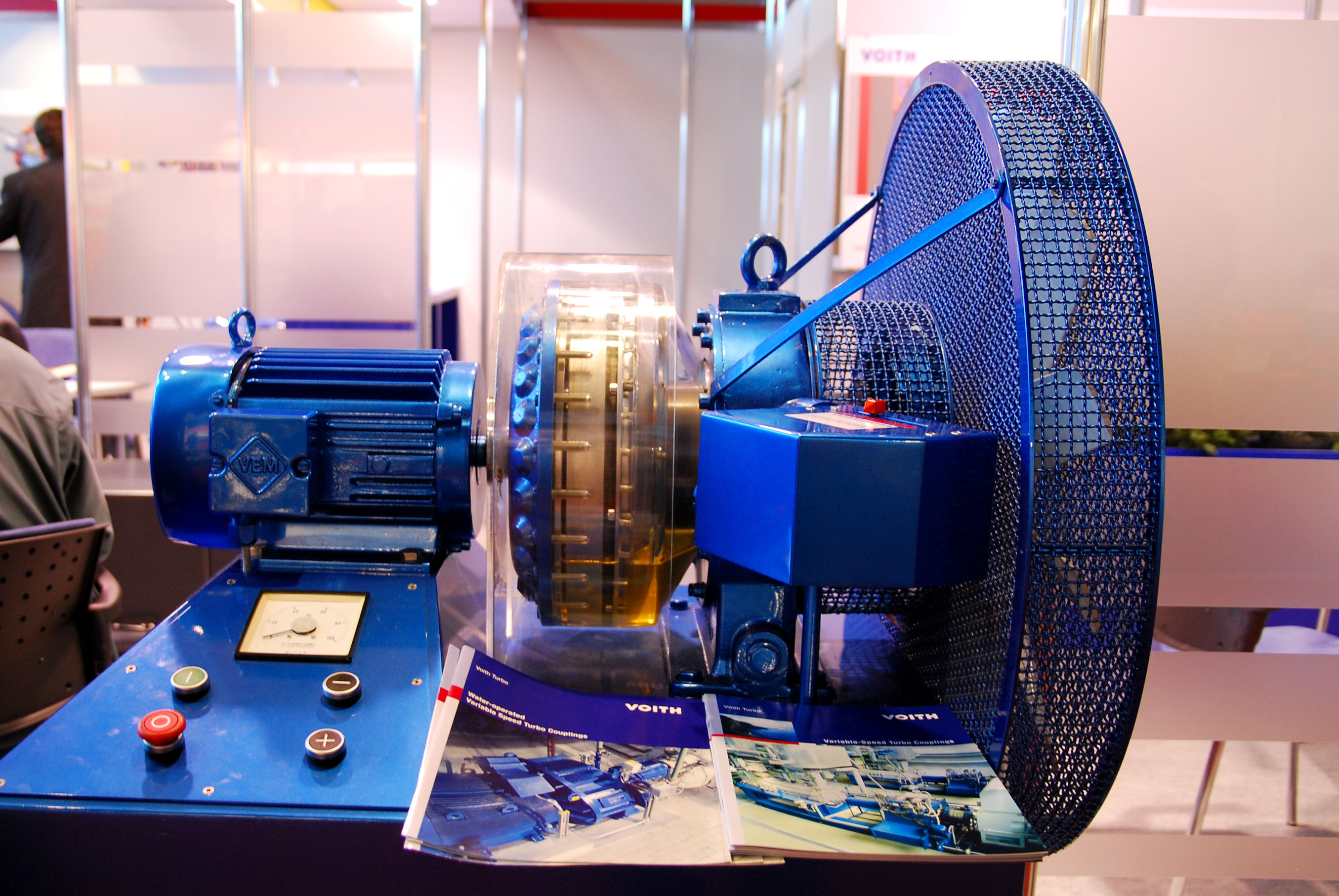
Model przekładni hydrokinetycznej

Przekładnia hydrokinetyczna (nazywana też zmiennikiem momentu – z ang. torque converter) to przekładnia hydrauliczna, w której wykorzystywana jest energia kinetyczna cieczy, najczęściej oleju hydraulicznego, jako medium przekazującego energię z pompy (element czynny) do turbiny (element bierny). Pomiędzy pompą a turbiną znajduje się kierownica, zmieniająca parametry energetyczne cieczy.
Cechą charakterystyczną przekładni hydrokinetycznej jest brak sztywnego połączenia, co pozwala na nawet znaczne przeciążanie przekładni, bez niebezpieczeństwa przeciążenia układu napędowego. Wadą tej przekładni jest stosunkowo niska sprawność.
Przekładnia hydrokinetyczna jest podstawowym elementem większości automatycznych skrzyń biegów.
W początkowym okresie parowego napędu turbinowego statków była stosowana jako reduktor i rewers. Wymagała intensywnego chłodzenia wypełniającą ją wodą zaburtową. Ze względu na niską sprawność zastąpiona przekładnią zębatą.
Przekładnia hydrokinetyczna była także stosowana w "Luxtorpedach" - spalinowych wagonach motorowych kursujących na sieci PKP w latach 1933 – 1939 oraz w ładowarce jednonaczyniowej Ł-34 produkcji huty Stalowa Wola.
Stosowana jest również w wózkach widłowych Clark z silnikiem spalinowym Perkins. Pracuje w oleju.